# 莫里斯·泰勒
莫里斯·德·肖恩·泰勒（英語：Maurice De Shawn Taylor，1976年10月30日—）是美國前職業籃球運動員，場上位置為大前鋒和中鋒。泰勒於1997年NBA選秀中第1輪第14順位被洛杉磯快艇隊選中。之後他還曾效力於休斯頓火箭、紐約尼克和薩克拉門托國王。泰勒在NBA生涯結束後，曾於意大利和中國的聯賽打球；2009年1月加盟意大利聯賽米蘭奧林匹亞隊。2009年12月2日，簽約中國CBA山西汾酒俱樂部。

## 外部連結
- 莫里斯·泰勒 （页面存档备份，存于） 於basketball-reference
- NBA biography，存档于（存檔日期 January 15, 2009）